# Jordania en los Juegos Olímpicos de Tokio 2020
Jordania estuvo representada en los Juegos Olímpicos de Tokio 2020 por un total de catorce deportistas, diez hombres y cuatro mujeres, que compitieron en ocho deportes.
Los portadores de la bandera en la ceremonia de apertura fueron el boxeador Zeyad Ishaish y la practicante de taekwondo Yuliana Al-Sadek.

## Medallistas
El equipo olímpico jordano obtuvo las siguientes medallas:
| Nombre                 | Deporte   | Competición |
| ---------------------- | --------- | ----------- |
| Oro                    |           |             |
| —                      |           |             |
| Plata                  |           |             |
| Saleh El-Sharabati     | Taekwondo | –80 kg M    |
| Bronce                 |           |             |
| Abdelrahman Al-Masatfa | Karate    | 67 kg M     |